# Cymothoe lambertoni
Cymothoe lambertoni är en fjärilsart som beskrevs av Charles Oberthür 1923. Cymothoe lambertoni ingår i släktet Cymothoe och familjen praktfjärilar. Inga underarter finns listade i Catalogue of Life.